# Marijana Pajvančić
Prof Dr Marijana Pajvančić (Subotica, 21. septembar 1946) redovni je profesor katedre za javno pravo Pravnog fakulteta u Novom Sadu.
Predaje: Ustavno pravo, Parlamentarno pravo, Izborno pravo, Ustavnosudska zaštita ljudskih prava, Ustavno sudstvo, Rodna ravnopravnost. Pored predmeta na kojima trenutno izvodi nastavu, predavala još i Pravno normiranje kao i Savremene političke sisteme.

## Biografija
Završila Pravni fakultet u Novom Sadu 1970. Magistarski rad (1974) na Pravnom fakultetu Beograd, „Struktura predstavničkih tela u uporednoj lokalnoj samoupravi i Jugoslaviji“. Doktorski rad (1977) odbranila na Pravnom fakultetu u Beogradu sa temom „Kolektivni šef države u Jugoslaviji i uporedno“.
Za docenta birana 1978. godine, za vanrednog profesora 1983. godine, redovni profesor od 1988. godine.

## Aktivnosti i članstvo
Aktivistkinja u organizacijama civilnog društva.
Rukovodilac projekta „Funkcionisanje i ostvarivanje delegatskog sistema“.
Članica Ženske vlade (ministarka pravde u Ženskoj vladi). Ministarna pravde u „Našoj vladi“ izabranoj glasovima čitalaca dnevnih novina Blic.
Članstvo u stručnim udruženjima i naučnim asocijacijama
Članica Međuodeljenskog odbora za proučavanje manjina i ljudskih prava Srpske akademije nauka i umetnosti.
Članica Udruženja za ustavno pravo Srbije i članica predsedništva tog udruženja.
Članica Evropskog udruženja za izborno pravo.

## Referati na međunarodnim konferencijama
Characteristics and Forms of Education in the Sphere of the Protection of Human Environment, Međunarodni naučni skup "Univerzitet danas", Zajednica jugoslovenskih univerziteta, 1974, Beograd - Dubrovnik.
Procedure in Self - management Decision - making, International Conference on production research, Institute of Industrial systems engineering, 1981, Novi Sad.
Slobode i prava nacionalnih manjina – komparativni pristup, publikovano u Zborniku "Položaj manjina u saveznoj Republici Jugoslaviji", Srpska akademija nauka, 1995. Beograd.
The Protection of Liberties and Rights of Citizens in the Constitutional System of Yugoslavia, (kaoutorka) Congres mondial de l'association internationale de droit constitionnel, Association Yougoslave de droit Constitutionnel, (svetski kongres udruženja za ustavno pravo), 1995, Beograd - Tokyo.
Freedoms and Rights of Nacional Minorities – a Comparative survey, International conference "National minorities in Vojvodina ", Association des etats généraux etudiants de l'Europe, 1998, Novi Sad.
The Electoral System in FR Yugoslavia and Serbia, U: Valery Roussanov, (ed.): Journalism in Intercultural Dialogue, Sofia: ACCESS Fondation, 2002. Sofia.
Elections in Serbia – Law and Practice, Nemzetközi konferencia "Jog és jogászok a 21. század küszöbén", 2004, Pecs.
Perticipation of the Autonomous Province in State Affairs:European Standards and Domestic Legislation, U: Stanka Parać Damjanović, (ured.): Ogledi o regionalizaciji 2, Centar - Agencija lokalne demokratije, 2005, Subotica.
The Constitution and Gender Equality, u Zborniku sa međunarodne konferencije „The Constitution and Gender Equality“, 2007, Podgorica.
L’état de droit, constitutionnalité et l’état d’urgence – Exemple de la Serbie, Congrès international de droit constitutionnel 2007. Athène, (svetski konkres udruženja za ustavno pravo)
Zakonodavni postupak, Međunarodna naučna konferencija "Dileme i izazovi parlamentarizma", Konrad Adenauer Stiftung, Fakultet političkih nauka, 2007, Beograd. Protection of the Constitution - Condition for a Constitutional State (U: Pravni život, br. 14/2008), susreti Kopaoničke škole prirodnog prava Udruženje pravnika Srbije, 2008.
Komparativna ustavnost o pravu na medicinski asistirano začeće, Međunarodna naučna konferencija "Pravo Repulike Srbije i pravo Evropske unije - stanje i perspektive", Zbornik radova, 2009, Niš.
The basic principles of the constitutional state - the Constitution of Serbia as one example, Zbornik radova, 2010. Niš.

## Monografije
Kolektivni šef države, Institut za političke studije FPN, 1981. Beograd.
Izbori: pravila i proračuni, Naša borba, 1997. Novi Sad.
Seats and Votes: Consequences of Electoral Laws, (koautorka) U: Vladimir Goati (Ed.): Elections to the Federal and Republican Parliaments of Yugoslavia (Serbia and Montenegro) 1990-1996: Analyses, documents and data (Founding elections in Eastern Europe), Sigma, 1998, Berlin.
Izborno pravo, Graphica Academica, 1999. Novi Sad.
Uvod u izborne sisteme, Odbor za građansku inicijativu, 2000. (2003. drugo izmenjeno i dopunjeno izdanje), Niš.
Rečnik osnovnih pojmova i termina o izborima, Centar za slobodne izbore i demokratiju, 2001. Beograd.
Mali rečnik pojmova o parlamentarizmu, Građanske inicijative, 2001. Beograd.
Ustavno pravo i pravosudno organizaciono pravo (koautorka), Projuris, 2003. (drugo izmenjeno i dopunjeno izdanje 2005), Beograd.
Parlamentarno pravo, Fondacija Konrad Adenauer, 2005. (2008. drugo izdanje) Beograd.
Srbija između ustava i ustavnosti, Helsinški odbor za ljudska prava u Srbiji, 2005. Beograd.
Pravni okvir ravnopravnosti polova, Pokrajinski zavod za ravnopravnost polova, 2008. Novi Sad.
Ustavni okvir regionalne države - primer Srbije, Centar za regionalizam, 2009. Novi Sad.
Komentar Ustava Srbije, Beograd, Konrad Adenauer Stiftung, 2009. Beograd.
Ustavni okvir ravnopravnosti polova, Pravni fakultet Novi Sad, 2010.
The Governmental system of Serbia (Governmental system of Central and Eastern European States), Varšava, Wolters Kluwer, 2011.
Ustavna zaštita ljudskih prava, Pravni fakultet, Novi Sad, 2011.

## Udžbenici
Zbirka tekstova za vežbe iz ustavnog prava, Pravni fakultet, 1981. Novi Sad.
Osnove ustavnog prava, (koautorka), Forum, 1989. Novi Sad.
Ustavno pravo, (koautorka) Pravni fakultet, 1991. Novi Sad.
Ustavno pravo I, Pravni fakultet, Centar za izdavačku delatnost, 1993. (drugo izmenjeno i dopunjeno izdanje 1998., Treće dopunjeno i izmenjeno izdanje 2001) Novi Sad.
Pravno normiranje, Pravni fakultet, Advokatska komora Vojvodine, 1995. Novi Sad.
Ustavno pravo: ustavne institucije, Pravni fakultet, 2003. (drugo izmenjeno i dopunjeno izdanje 2005, treće izmenjeno izdanje 2007) Novi Sad.
Ustavno pravo: posebni deo, Pravni fakultet, 2007. Novi Sad.
Ustavno pravo, Pravni fakultet, 2008. Novi Sad.
Ustavno pravo, (koautorka), Pravni frakultet Univerziteta mediteran, 2008. (drugo izdanje 2009), Podgorica.
Ustavno pravo i životna sredina, U: Nikolić, D., (redak.): Osnove prava životne sredine, Pravni fakultet, 2009, Novi Sad.

## Izbor radova
The Evolution of the Electoral System, U: Goati, Vladimir, (ed.): Challenges of Parliamentarism : the case of Serbia in the Early Nineties, Institute of Social Sciences, Centre for Political Studies and Public Opinion Research, 1997. Belgrade.
Ombudsman in the Constitutional System of Serbia, U: Nóra Chronowski, (Ed.): Adamante Notare: Essays in Honour of Professor Antal Adam on the Occasion of His 75th Birthday by Antal Adam, Pecs: Faculty of Law, 2005, Pecs.
Constitutional Process in Serbia – One View to the Constitutuional Moment and the Way to the New Constitution of Serbia, U: Istvan Illessy, (Ed.): Constitutional Consequences of the EU Membership, Faculty of Law, 2005, Pecs.
The Constitution of Serbia and Gender Equality, u Globalizacija.com. No. 1/ (2005). стр. 181 – 197.
Nova Ustava Srbije in autonomija Vojvodine (evropski standardi in primerjalna analiza osnutkov ustav), Lex localis: revija za lokalno samoupravo, 2006, Ljubljana, No. 2. стр. 61- 89.
Уставни оквири права граг`ана на покрајинску аутономију – евсопски стандарди и уставна решења, Зборник на пртавниот Факултет „Јустинијан први“, Скопје (2010). стр. 206 – 223.
- http://www.enelsyn.gr/papers/w2/Paper%20by%20Prof.%20Marijana%20Pajvancic%20and%20Prof.%20Gordana%20Vukadinovic.pdf%5B%5D. | - L’état de droit, constitutionnalité et l’état d’urgence – Exemple de la Serbie

## Nagrade i priznanja
Nagrada Pokrajinskog izvršnog veća za doprinos razvoju nauke u Vojvodini.
Nagrada Vlade Vojvodine za doprinos razvoju i unapređenju ravnopravnosti polova.
Dobitnica priznanja Fondacije Miodrag Jovičić za unapređenje i razvoj nauke ustavnog prava i političkog sistema.
Priznanje Kraljevine Danske za naučni doprinos u ostvarivanju Trećeg milenijumskog cilja (unapređenje ravnopravnosti polova).
Priznanje Kopaoničke škole prirodnog prava za doprinos radu škole.
Priznanje Glasnika advokatske komore Vojvodine za doprinos razvoju časopisa.
Posebno priznanje Agencije za istraživanja i razvoj SCAN iz novog Sada za 40 godina izuzetnog ličnog i naučnog integriteta.